# Centro de Letras do Paraná
O Centro de Letras do Paraná (CLP) é uma instituição cultural com sede na cidade de Curitiba, capital do estado brasileiro do Paraná. O CLP visa contribuir para o desenvolvimento e a promoção da literatura e dos escritores paranaenses.

## História
O CLP foi criado em 19 de dezembro de 1912 numa das salas do jornal "Diário da Tarde" por um grupo de 65 intelectuais liderados por Euclides Bandeira e Emiliano Perneta. É uma das primeiras instituição literárias do estado.

## Presidentes
- 1912-1913: Euclides Bandeira
- 1913-1918: Emiliano Perneta[3]
- 1918-1921: Pamphilo D’Assumpção
- 1921-1922: José Henrique de Santa Rita
- 1922: Jayme Ballão
- 1922-1934: Pamphilo D’Assumpção
- 1934-1940: Ulysses Falcão Vieira
- 1940-1944: Octávio de Sá Barreto
- 1944-1947: Breno Arruda
- 1947-1948: Rodrigo Júnior
- 1948-1949: Gláucio Bandeira
- 1949-1952: Leonor Castellano
- 1952-1954: David S. Carneiro
- 1954-1956: Laertes de Machado Munhoz
- 1956-1958: Gláucio Bandeira
- 1958-1960: Heitor Stockler de França
- 1960-1961: Júlio Estrela Moreira
- 1961-1964: Vasco José Taborda Ribas
- 1964-1966: Gláucio Bandeira
- 1966-1968: Vasco José Taborda Ribas
- 1968-1970: Juril Carnasciali
- 1970-1972: Luiz Piloto
- 1972-1974: Benedito Nicolau dos Santos
- 1974-1976: Ário Taborda Dergint
- 1976-1978: Leopoldo Scherner
- 1978-1980: Vasco José Taborda Ribas
- 1980-1982: Apollo Taborda França
- 1982-1985: Vasco José Taborda Ribas
- 1985-1987: Harley Clóvis Stocchero
- 1987-1989: Felício Raitani Neto
- 1989-1991: Valfrido Piloto
- 1991-1993: Lauro Grein Filho
- 1993-1995: Samuel Guimarães da Costa
- 1995-1997: Fernandino Caldeira de Andrada
- 1997-1999: Adélia Maria Woellner
- 1999-2010: Luís Renato Pedroso
- 2010-2012: Luís Renato Pedroso
- 2012-2013: Luís Renato Pedroso
- 2013-2013: Alzeli Bassetti
- 2013-2015: Neumar Carta Winter
- 2016-2017: Ney Fernando Perracini de Azevedo
- 2017-2018: Ney Fernando Perracini de Azevedo - Atual